# Frédéric Blier
Frédéric Blier est un dessinateur de bande dessinée né à Lyon le 6 mars 1977.

## Biographie
Titulaire d'un diplôme de dessinateur maquettiste, Frédéric Blier suit les cours de bande dessinée de Christian Lax à l'école Émile Cohl de Lyon. Il commence sa carrière par des emplois précaires (illustrateur à France 3, cours de dessins). Avec Lax, il crée Amère Patrie, publié en deux tomes dans la collection « Aire libre » des éditions Dupuis entre 2007 et 2011,. Dans le sillage de cette œuvre, les illustrations de Blier sont exposées au festival Zik n'Bul.
En 2013, avec Damien Marie au scénario, il dessine le quatrième tome de la série La Lignée parue dans la collection « Grand Angle » des éditions Bamboo,. Dans la même collection, il dessine ensuite une histoire en deux tomes : La Parole du muet avec pour scénariste Laurent Galandon, publiée en 2016-2017. L'intrigue est centrée sur un clerc de province rêvant d'écrire et réaliser des films à la fin des années 1920.

## Œuvres
- Amère Patrie, scénario de Christian Lax, couleurs de Meephe Versaevel, éd. Dupuis coll Aire Libre

1. Tome 1, 52 pages, grand format, 2007 (DL 10/2007)  (ISBN 978-2-8001-4007-0), réédition sous le titre Première partie, 56 pages, 2011 (DL 09/2011)  (ISBN 978-2-8001-5269-1)
2. Seconde partie, 54 pages, grand format, 2011 (DL 09/2011)  (ISBN 978-2-8001-4806-9), édition limitée Tirage de tête, 777 ex. avec jaquette et dessin numéroté et signé, 2011 (DL 09/2011)  (ISBN 978-2-8001-5033-8)

- La Lignée, scénario de Jérôme Félix, Olivier Berlion, Damien Marie, Laurent Galandon, couleurs de Scarlett Smulkowski, éd. Bamboo coll Grand Angle

1. tome 4 : Diane & David 1994, 48 pages, grand format, l'édition originale comprend un dossier de six pages en fin d'album, 2013 (DL 04/2013)  (ISBN 978-2-8189-2134-0)

- La Parole du muet, scénario de Laurent Galandon, couleurs de Sébastien Bouët, éd. Bamboo coll Grand Angle

1. Le Géant et l'Effeuilleuse, 46 pages, grand format, l'édition originale comprend un dossier de 8 pages L'invention du cinématographe en partenariat avec l'Institut Lumière, 2016 (DL 04/2016)  (ISBN 978-2-8189-3294-0)
2. La Bergère et le Malfrat, 46 pages, grand format, 2017 (DL 04/2017)  (ISBN 978-2-8189-4141-6)

- 1 Les compagnons de la Libération : Général Leclerc[8], Bamboo, coll. Grand Angle,  (ISBN 978-2-8189-6699-0), mai 2019
Scénario : Jean-Yves Le Naour - Dessin : Frédéric Blier - Couleurs : Sébastien Bouët